# Мирјана Гранзов
Мирјана Гранзов Мочевић (Сарајево, 6. јануар 1980) била је српска алпска скијашица и репрезентативка Савезне Републике Југославије на Зимским олимпијским играма у Нагану 1988.

## Биографија
Спортску каријеру започела је у Смучарском клубу "Романија", а наставила у клубовима "Дурмитор"  Жабљак и "Чукарички". Успјешно је наступала на бројним домаћим и међународним такмичењима - јуниорски европски и свјетски шампионати, FIS (Federation Internationale de Ski) утрке. На Отвореном првенству Словеније (1991) освојила је златну медаљу, а била је успјешна и на Свјетском шампионату за јуниоре у Шамонију (1998). Вишеструка је првакиња СРЈ у свим алпским дисциплинама и први такмичар који је представљао СРЈ на зимским олимпијским играма (Нагано, 1998). На олимпијским играма заузела је 27 мјесто у дисциплини слалом. Због повреде (троструки прелом поткољенице) на Првенству Југославије марта 1999. на Копаонику, повукла се из активног такмичења и ради као тренер.  У родном мјесту је завршила гимназију и Факултет физичког васпитања и спорта, а магистрирала је у Новом Саду, у области менаџмента за спорт и туризам.